# 169 Zelia
169 Zelia este un asteroid din centura principală, descoperit pe 28 septembrie 1876, de Prosper Henry.